# 南开大学医学院
南开大学医学院于1988年筹办，1993年经原国家教委批准正式成立，现位于南开大学历史最久远的建筑思源堂内。2017年10月，南开大学与天津市第一中心医院、天津市第三中心医院、天津市第四中心医院、天津市眼科医院、天津市口腔医院、天津市人民医院、天津市胸科医院、天津市环湖医院、天津市南开医院、天津市第二人民医院、天津市中心妇产科医院、中国人民解放军第二五四医院等12家三级甲等医院签署战略合作协议，各大医院将承担南开大学医学院的临床教学任务。

## 建筑
1923年10月，南开大学医学院所在的思源堂作为南开大学科学馆竣工，命名“思源堂”，取“饮水思源”之意。该建筑建筑面积3952平方米，当时为南开大学理工系科使用。1937年7月“七七事变”后，日军飞机轰炸南开校园，思源堂中弹起火。1945年后，思源堂作为南开大学仅存的老建筑得以修复。中华人民共和国成立后，思源堂由南开大学化学学科作为教学楼使用，南开大学医学院成立后迁入思源堂。

## 科系设置
南开大学医学院下设临床医学系和口腔医学系，同时设立有解剖与组织胚胎学、生理学、生物化学、免疫学、病原生物学、医学分子遗传学、药理学、病理与病理生理学、预防医学、医学心理学、临床技能实训、医学高分子材料学、口腔基础等13个教研室，以及基础医学实验教学中心和5个基础医学综合教学实验室。

## 合作办学
- 中国人民解放军总医院（加挂“南开大学临床教学医院”牌子）[4]
- 中国人民解放军第二五四医院（加挂“南开大学医学院附属医院”牌子）
- 中国医学科学院血液学研究所暨血液病医院（加挂“南开大学医学院教学医院”牌子）
- 天津市第一中心医院（加挂“南开大学医学院临床医院”牌子）
- 天津市第三中心医院（加挂“南开大学临床医院”牌子）
- 天津市儿童医院（加挂“南开大学医学院教学医院”牌子）
- 天津市口腔医院（加挂“南开大学口腔医院”牌子）
- 天津市人民医院（加挂“南开大学人民医院”牌子）
- 天津市眼科医院（加挂“南开大学眼科医院”牌子）
- 天津市肿瘤医院